# تاديا جراهام
تاديا جراهام (بالإنجليزية: Thaddea Graham)‏، من مواليد 29 مارس 1997، هي ممثلة من أيرلندا الشمالية. تم تبنيها من دار للأيتام في تشانغشا، الصين في عام واحد وترعرعت في مقاطعة داون.

## روابط خارجية
- تاديا جراهام على موقع IMDb (الإنجليزية)
- تاديا جراهام على موقع ميتاكريتيك (الإنجليزية)
- تاديا جراهام على موقع روتن توميتوز (الإنجليزية)
- تاديا جراهام على موقع قاعدة بيانات الأفلام العربية
- تاديا جراهام على موقع ألو سيني (الفرنسية)
- تاديا جراهام على موقع قاعدة بيانات الفيلم (الإنجليزية)
- تاديا جراهام على موقع كينوبويسك (الروسية)